# VisitBritain
«VisitBritain» — название, использующееся Британской туристической администрацией (англ. British Tourist Administration), туристическим советом Великобритании, зарегистрированным в соответствии с Законом развития туризма 1969 года.
Согласно меморандумам о взаимопонимании с Советом по туризму Северной Ирландии и прибрежными островами Гернси, Джерси и Мэн, VisitBritain также размещает информацию об этих территориях на своём веб-сайте. Однако согласно Закону 1969 года сфера деятельности организации распространяется только на остров Великобритания, а не на всю территорию государства.
VisitBritain была создана в апреле 2003 года для продвижения Британии в остальной мир, а также для продвижения и развития туристической экономики Англии. Она была образована в результате слияния Британского туристического управления и Английского совета по туризму и является вневедомственным государственным органом, ответственным за Департамент культуры, СМИ и спорта. В апреле 2009 года VisitEngland превратилась в самостоятельную организацию по сравнению с VisitBritain, более похожую на децентрализованные организации VisitScotland и VisitWales.
В 2005 году была признан лучшим в мире туристическим и конференц-бюро World Travel Awards. В конкурсе Webby Awards была официально удостоен 10-й и 12-й премии Вебби в категории «Туризм». В 2008 году она также была удостоен награды Travelmole Best Tourist Board Website.
VisitBritain является партнёром-основателем Европейской сети инвалидного туризма — международной организации, базирующейся в Европе, созданной в 2006 году для продвижения инвалидного туризма.

## Britain on View
«Britain on View» — официальная библиотека изображений VisitBritain. Это онлайн-база данных изображений с возможностью поиска, содержащая более 50 000 стоковых фотографий в высоком качестве, которые можно загрузить прямо с веб-сайта.